# Baifusi
Baifusi Zhen (kinesiska: 百福司镇) är en köping i Kina. Den ligger i provinsen Hubei, i den centrala delen av landet, omkring 510 kilometer väster om provinshuvudstaden Wuhan. Antalet invånare är 16731. Befolkningen består av 8 488 kvinnor och 8 243 män. Barn under 15 år utgör 25,0 %, vuxna 15-64 år 63 %, och äldre över 65 år 11,0 %.
Genomsnittlig årsnederbörd är 1 681 millimeter. Den regnigaste månaden är maj, med i genomsnitt 292 mm nederbörd, och den torraste är december, med 20 mm nederbörd.